# Loubí (Holany)
Loubí (německy Lauben) je malá vesnice, část městyse Holany v okrese Česká Lípa. Nachází se asi 2,5 kilometru jižně od Holan. Loubí leží v katastrálním území Loubí pod Vlhoštěm o rozloze 2,79 km². Vesnička se nachází na území Chráněné krajinné oblasti Kokořínsko – Máchův kraj a evropsky významné lokality Roverské skály. Podél jižního okraje Loubí v Loubském dole teče Heřmanecký potok.

## Pamětihodnosti

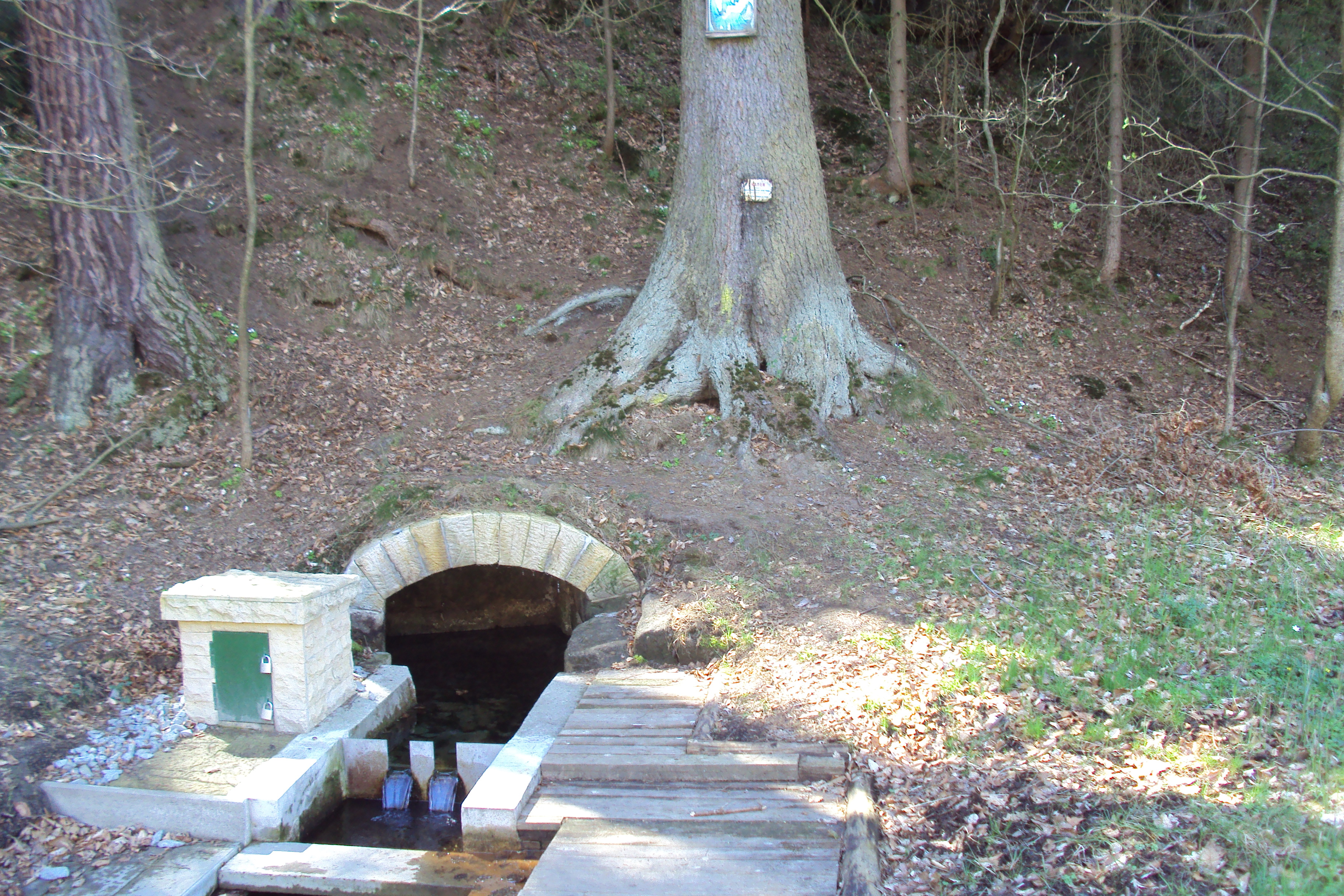
Studánka u silnice ve vsi

Dne 29. března 1843 došlo ve větší, severní, části obce k požáru. Ještě toho roku započala na místě vyhořelých výstavba nových domů v mimořádné kvalitě, v dlouhých bočních průčelích často s arkádami namísto tradičních pavlačí, v klasicistním stylu. Na realizaci staveb se podíleli místní stavební mistři (např. Anton Eiselt, Franz Fröhlich, Wenzel John, Ignác Kriesch). Ve vsi je tak zachováno mnoho dřevěných i zděných staveb lidové architektury, s bohatě zdobenými podstávkami. V roce 2014 majitelé dokončili rozsáhlou renovaci památkově chráněného domu čp. 1. Severovýchodně od vesnice se dochovaly drobné pozůstatky hradu u Loubí založeného ve druhé polovině 13. století.

## Doprava, turistika
Přes Loubí prochází místní komunikace z Holan směrem na jih do Dřevčic a Dubé. Ve vesnici je zastávka autobusů na lince z České Lípy do Dubé. Po silnici vede cyklotrasa č. 214 a žlutě značená turistická cesta, která směřuje od místní autobusové zastávky do oblasti Vlhoště.